# Beverly McClellan
Beverly McClellan (ur. 6 lipca 1969 w Kingsport, zm. 30 października 2018) – amerykańska piosenkarka i finalistka pierwszego sezonu The Voice.

## Życiorys
W wieku czterech lat rozpoczęła naukę gry na pianinie. McClellan była multiinstrumentalistką, grającą na pianinie, gitarze, trąbce, rogu, mandolinie, ukulele, gitarze basowej, djembe i perkusji.
W wieku 24 lat rozpoczęła występy wokalne, koncertując w okolicy Fort Lauderdale na Florydzie.
W 2011 roku została zaproszona na casting do pierwszej edycji programu The Voice. Zanim rozpoczęły się przesłuchania, Beverly, niezrzeszona z żadną wytwórnią, była już autorką pięciu albumów. Trenowana była przez Christinę Aguilerę, a program ukończyła na trzecim/czwartym miejscu.
McClellan otwarcie przyznawała się do swojego homoseksualizmu. W czerwcu 2011 roku pojawiła się na okładce SHE – magazynu dla społeczności LGBT.
W 2012 roku rozpoczęła współpracę ze Steve'em Vaiem, na którego płytę nagrała część wokalną do piosenki John the Revelator, a także wyjechała z nim w trasę koncertową, która obejmowała również Polskę.

## Dyskografia

### Albumy
- Uncommon Ground
- Back to My Roots
- As a Girl
- Talk of the Town (2003)
- Beverly McClellan (2011)
- Fear Nothing (2011)

### Single
| Rok  | Tytuł                                  | Pozycja na liście | Pozycja na liście | Album     |
| Rok  | Tytuł                                  | US                | CAN               | Album     |
| ---- | -------------------------------------- | ----------------- | ----------------- | --------- |
| 2011 | „Piece of My Heart”                    | —                 | 63                | The Voice |
| 2011 | „Baba O’Riley” (feat. Justin Grennan)  | —                 | —                 | The Voice |
| 2011 | „I'm the Only One”                     | —                 | —                 | The Voice |
| 2011 | „The Thrill Is Gone”                   | 123               | 71                | The Voice |
| 2011 | „Beautiful” (feat. Christina Aguilera) | 74                | —                 | The Voice |
| 2011 | „Lovesick”                             | 111               | 42                | The Voice |